# Ren Cancan
Ren Cancan (任灿灿S, Rén CàncànP; Jining, 26 aprile 1986) è una pugile cinese.

## Palmarès
- Giochi olimpici

Londra 2012: argento nei pesi mosca.
Rio de Janeiro 2016: bronzo nei pesi mosca.
- Mondiali - Dilettanti

Ningbo 2008: oro nei pesi gallo leggeri.
Bridgetown 2010: oro nei 51 kg.
Qinhuangdao 2012: oro nei 51 kg.
- Asiatici

Ulaanbaatar 2012: argento nei 51 kg.
- Giochi asiatici

Canton 2010: oro nei 51 kg.